# Прекорачани
Прекорачани (хорв. Prekoračani) — населений пункт у Хорватії, у Вировитицько-Подравській жупанії у складі громади Чачинці.

## Населення
Населення за даними перепису 2011 року становило 0 осіб.
Динаміка чисельності населення поселення:

## Клімат
Середня річна температура становить 10,81 °C, середня максимальна – 24,87 °C, а середня мінімальна – -5,38 °C. Середня річна кількість опадів – 785 мм.
| Клімат поселення                              | Клімат поселення | Клімат поселення | Клімат поселення | Клімат поселення | Клімат поселення | Клімат поселення | Клімат поселення | Клімат поселення | Клімат поселення | Клімат поселення | Клімат поселення | Клімат поселення | Клімат поселення |
| Показник                                      | Січ.             | Лют.             | Бер.             | Квіт.            | Трав.            | Черв.            | Лип.             | Серп.            | Вер.             | Жовт.            | Лист.            | Груд.            |                  |
| Середній максимум, °C                         | 6,95             | 8,37             | 12,82            | 16,78            | 21,75            | 24,87            | 24,13            | 23,48            | 19,60            | 14,82            | 9,16             | 5,04             |                  |
| Середня температура, °C                       | 0,78             | 2,20             | 6,66             | 10,60            | 15,59            | 18,71            | 20,63            | 19,98            | 16,10            | 11,32            | 5,64             | 1,54             |                  |
| Середній мінімум, °C                          | −5,38            | −3,97            | 0,51             | 4,44             | 9,43             | 12,55            | 17,12            | 16,48            | 12,60            | 7,81             | 2,14             | −1,97            |                  |
| Норма опадів, мм                              | 48               | 45               | 49               | 62               | 75               | 96               | 72               | 73               | 61               | 67               | 77               | 60               |                  |
| Середньомісячна швидкість вітру, м/с          | 2.14             | 2.39             | 2.67             | 2.58             | 2.31             | 2.12             | 2.06             | 1.90             | 1.92             | 1.98             | 2.12             | 2.18             |                  |
| Середньомісячна сонячна радіація, кДж/м²·день | 4205             | 6959             | 10796            | 15246            | 19271            | 21303            | 22184            | 20005            | 14749            | 9217             | 4794             | 3570             |                  |
| --------------------------------------------- | ---------------- | ---------------- | ---------------- | ---------------- | ---------------- | ---------------- | ---------------- | ---------------- | ---------------- | ---------------- | ---------------- | ---------------- | ---------------- |
| Джерело:                                      |                  |                  |                  |                  |                  |                  |                  |                  |                  |                  |                  |                  |                  |